# Луноход

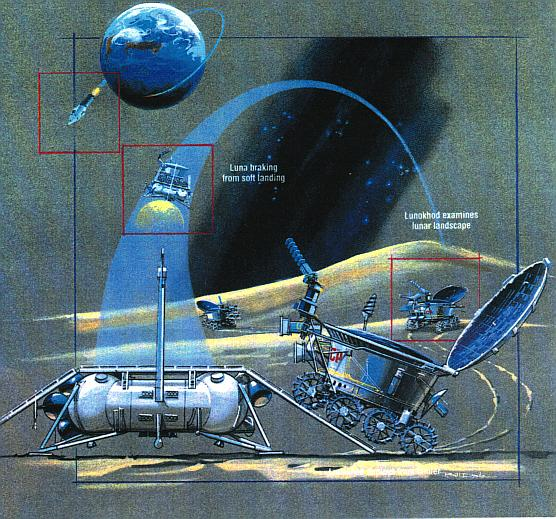
Діаграма місії Луноход

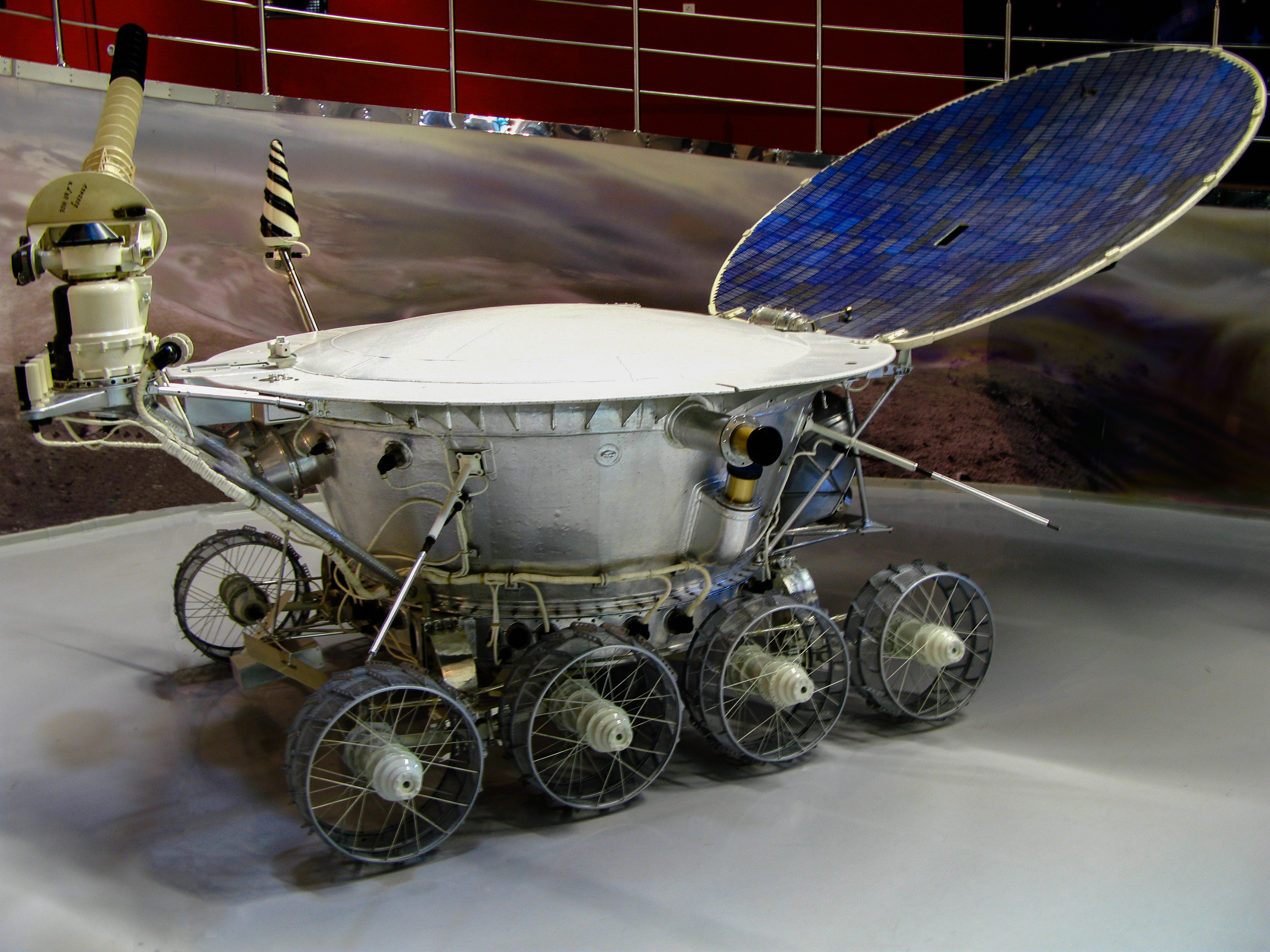
Радянський місяцехід

Луноход — серія радянських роботів-місяцеходів, спроектованих для посадки на Місяць між 1969 і 1977 роками. Луноход-1 був першим роботом з дистанційним керуванням, який здійснив посадку на позаземне тіло.
Луноход-1А 1969 року (Луноход 0, Луноход № 201) був зруйнований під час запуску, Луноход-1 1970 року і Луноход-2 1973 року приземлилися на Місяць, а Луноход-3 (Луноход № 205, запланований на 1977 рік) не були запущені.
Луноходи були в першу чергу призначені для підтримки радянських місій на Місяці під час «місячних перегонів». Вони використовувалися в якості дистанційного керованих роботів для дослідження поверхні Місяця і після скасування радянської програми польоту людини на Місяць.
Луноходи доставлялися на поверхню Місяця космічними кораблями «Луна», які були запущені ракетами «Протон-К». Луноходи були розроблені Олександром Кемурджіаном у НВО ім. С. О. Лавочкіна.
Лише у 1997 році Mars Pathfinder став наступним дистанційно керованим транспортним засобом, доставленим на позаземне тіло. У 2010 році, майже через 40 років після втрати сигналу 1971 року з Лунохода-1, Місячний розвідувальний орбітальний апарат НАСА сфотографував його сліди та кінцеве місце розташування, і дослідники за допомогою телескопічного імпульсно-лазерного далекоміра виявили світловідбивач робота.

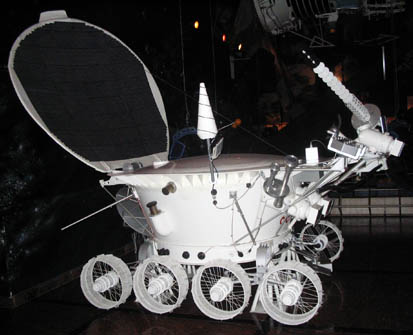
Місяцехід в музеї Корольова, м. Житомир

## Історичні передумови проєкту в СРСР
На початку 1960 року розробку питань щодо створення самохідного місячного апарата та його м'якої посадки на Місяць (тема E-8) в ОКБ-1 доручили проєктному відділу М. К. Тихонравова. У відділі визначили основні проєктні параметри місяцехода. Масу апарата обмежили 600 кілограмами. Маса апарата, що спускається, для станцій типу Е-6, що вже розроблялися в ОКБ-1, становила 100 кг. Щоб доставити на Місяць такий важкий апарат, потрібна була ракета більшої вантажопідйомності, ніж 8К78 «Молнія».
З огляду на це як носій для Е-8 розглядали ракету-носій Н-2. Вона мала складатися з другого та третього ступенів потужнішої Н-1 і ще одного додаткового третього ступеня. Така ракета (за станом проєкту ракет серії Н на 1961 рік) зі стартовою масою 560 тонн мала виводити на низьку навколоземну орбіту вантаж масою приблизно 16 т. Застосовувати ракети чужої розробки для своїх апаратів Сергій Корольов не збирався.
Щоб розібратися із цими проблемами, у 1961-му та 1962 році Корольов залучив до роботи за темою Е-8 низку організацій та вчених, що досліджували Місяць (горьківський науково-дослідний радіофізичний інститут, АстроРаду АН СРСР, Пулковську головну обсерваторію, Кримську астрофізичну обсерваторію). Більшість вчених вважали, що місячні пилові моря є фантастикою. Врешті-решт проблему можливості м'якої посадки на Місяць Сергій Корольов вирішив наказом. Після його висловлювання «Місяць вважати твердим» (яке стосувалося, щоправда, розробки апарату Е-6), «місяцеплавів» більше ніхто не пропонував. Обмежувалися звичними засобами пересування: на колесах, на гусеницях, на шнеках. Хоча були і дещо екзотичні варіанти: стрибками, кроками. З усіх цих способів розглядалися насамперед колеса і гусениці. Щоб зробити остаточний вибір, потрібні були фахівці, які могли б, застосовуючи досвід створення земних машин, створити машину для роботи на Місяці. Корольов почав підшукувати ті організації, які змогли б працювати в цьому напрямку. Спочатку вибір ліг на Науково-дослідницький інститут Держкомітету автотракторного і сільськогосподарського машинобудування (НАТІ).
Для прискорення робіт фахівців, які розробляли тематику місяцехода, 1963 року об'єднали у спеціальну групу, яку очолив Тихонравов. Але з Е-8 виникли проблеми. Основна — з ходовою частиною. У травні 1963 року НАТІ відмовився працювати над створенням шасі місяцехода у зв'язку з вимогою ОКБ-1 зменшити масу шасі зі 120 кг до 85—100. Нового підрядника для виготовлення шасі допоміг знайти міністр оборонної промисловості Устинов. Роботи зі створення шасі місяцеходу передали до ленінградського ВНДІ-100 (пізніше ВНІІТрансМаш), що розробляв до цього ходові частини радянських танків. Там знайшовся гарний фахівець й ентузіаст — Олександр Кемурджян, який згодом створив ходову частину місяцехода. Корольов «спантеличив» ВНІІТрансМаш роботами з пошуку способів пересування на Місяці.
У жовтні 1963 року проєктне завдання за темою Е-8 переробили у зв'язку з переглядом проєкту ракет серії Н. Н-2 за новим проєктом могла виводити на низьку навколоземну орбіту 20 т вантажу (за стартової маси 700 т). Місяцехідна група зі свого боку видала такі основні технічні вимоги: маса апарата — 900 кг, діаметр контейнера з приладами — 1800 мм, максимальна швидкість пересування на Місяці — 4 км/год, граничне енергоспоживання протягом 10 хв — 1 кВт, номінальне енергоспоживання — 0,25 кВт. 3 серпня 1964 року вийшла постанова ЦК КПРС і Ради Міністрів СРСР № 655-268 «Про роботи з дослідження Місяця і космічного простору», відповідно до якої програмі Н1-ЛЗ надавалося пріоритетне значення. За Корольовим закріпили тему з висадки космонавта на Місяць. ОКБ-1 активізувало роботи над ракетою Н-1. Тематика обльоту Місяця перейшла до ОКБ-52. Для обльоту мала використовуватись ракета-носій УР-50OK (8К82К), прототип якої розроблявся в ОКБ-52 з 1960 року.
Відповідно до постанови № 655-268 змінили основні завдання апарату Е-8. Місяцехід передбачалося використовувати для детального обстеження району посадки пілотованої місячної кабіни з космонавтом. На базі апарату Е-8 передбачалось створити штучний супутник Місяця Е-8ЛС для телезйомки із високою роздільною здатністю імовірних районів посадки спочатку місяцехода, а потім місячної кабіни. Наприкінці 1964 року суміжники ОКБ-1 за темою Е-8, найперше ВНДІ-100, підтвердили можливість виконання вимог, закладених у проєкті. В ОКБ-1 почалася робота над конкретним ескізним проєктом. Його розробили на початку 1965 року. Вибір зупинили на гусеничному шасі. Але затвердити його Корольов не встиг. ОКБ-1 було перевантажене роботами за багатьма космічними напрямками. Керівництво галузі вирішило передати частину робіт іншим організаціям. Тематика автоматичних міжпланетних станцій призначалася Хімкинському машинобудівному заводу імені С. А. Лавочкіна. «Передача» АМС з ОКБ-1 до МЗЛ розпочалась у квітні 1965 року. Наприкінці квітня Корольов наполягав на розгляді найближчим часом ескізного проєкта місяцехода, але у травні тему Е-8 передали до Хімок без захисту проєкту.
На основі великого дослідницького матеріалу, отриманого з ОКБ-1, в КБ МЗЛ робота над місяцеходом просувалася досить швидко. Однак хімкінці вирішили не розвивати корольовський проєкт Е-8, а розробили свій варіант. Тим більше, що станція Е-6М № 13 (Луна-9) передала інформацію про характеристики місячного ґрунту, якої під час розробки місяцеходу в ОКБ-1 не було. Ґрунт виявився досить твердим, шар пилу — невеликим. Тому конструктори переглянули проєкт шасі, відмовившись від гусениць на користь восьми ведучих коліс. Восени 1966 року перероблений ескізний проєкт місяцехода було затверджено Георгієм Миколайовичем Бабакіним. Головним завданням для місяцеходу було визначення фізико-механічних і хімічних параметрів місячного ґрунту. На борту також була спеціальна апаратура для вивчення магнітних полів, апаратура для телевізійної зйомки і телефотометричної панорамної зйомки. Всі ці завдання мали вирішуватися під час руху місяцеходу. Активна робота мала тривати протягом 3 місяців.
До серії радянських місяцеходів входили:
- Луноход-1 — перший місячний самохідний апарат. Доставлений на поверхню Місяця 17 листопада 1970 року радянською міжпланетною станцією Луна-17(інші мови).
- Луноход-2(інші мови) — другий місячний самохідний апарат. Доставлений на поверхню Місяця 16 січня 1973 року радянською міжпланетною станцією Луна-21(інші мови).
- Луноход-3 — третій місячний самохідний апарат. Планувалося, що його буде доставлено на поверхню Місяця 1977 року радянською міжпланетною станцією Луна-25 (запуск не відбувся). Сьогодні перебуває у музеї НВО ім. С. О. Лавочкіна.

## Керування місяцеходами
Крім традиційних методів проєктування та створення космічної техніки, Бабакін організував спеціальну лабораторію, яка працювала при КБ. Вона займалася питаннями управління та логіки цього апарата. Створили екіпаж місяцехода. Він відповідав за реалізацію тієї логіки та ідеології управління, яка створювалася в лабораторії КБ. У складі екіпажу були водій, бортінженер, штурман, оператор наведення гостронаправлених антен і командир.
Це була вузькоспеціалізована, добре дисциплінована спеціально пыдыбрана команда. Вони проходили медкомісію майже таку ж, як і космонавти. Це були молоді хлопці з міцним здоров'ям, у яких нерви були в порядку, емоції не брали гору над справою. До кінця 1967 року була повністю готова вся конструкторська документація об'єкта Е-8. Сам апарат 8ЕЛ важив 756 кг, мав довжину (із відкритою кришкою сонячної батареї) 4,42 м, ширину 2,15 м, висоту 1,92 м. До того часу відпрацювали шасі: спочатку в ВНІІТрансМаш, а потому на МЗЛ. Маса шасі становила 84 кг, ВНІІТрансМаш вклався у встановлений ліміт. Діаметр кожного з восьми ведучих коліс із ґрунтозачепами становив 510 мм, ширина 200 мм. Колісна база дорівнювала 170 мм, а ширина колії — 1600 мм. Для відпрацювання методики управління місяцеходом в Криму під Сімферополем створили спеціальний «лунодром». Тут екіпажі місяцеходу змогли попрактикуватися в управлінні апаратом. Для управління місяцеходом обрали 11 офіцерів, розподілених за екіпажами:
- командири — Микола Єременко, Ігор Федоров;
- водії — Габдухай Латипов, В'ячеслав Довгань;
- штурмани-навігатори — Костянтин Давидовський, Вікентій Самаль;
- бортінженери — Леонід Мосензов, Альберт Кожевніков;
- оператори гостронаправлених антен — Валерій Сапранов, Микола Козлітін;
- резервний водій і оператор — Василь Чубукін.

## Призначення
Модификовані для пілотованих експедицій місяцеходи мали не тільки заздалегідь детально обстежити передбачений район посадки місячного корабля, але й виконувати роль радіомаяків для здійснення посадки на обране місце. Передбачалося, що перед здійсненням висадки космонавта на Місяць буде відправлено два місяцеходи для вибору основного і запасного районів посадки. У запасний район згодом мала сісти в автоматичному режимі резервна безпілотна місячна кабіна. В основному районі сідала місячна кабіна з космонавтом. Основний режим посадки місячної кабіни передбачався автоматичним, з наведенням на радіомаяк місяцехода. Якщо ж під час посадки основний місячний корабель отримував пошкодження, що унеможливлювали старт з Місяця, то космонавт мав скористатися одним з місяцеходів для поїздки до резервної місячної кабіни. Космонавт також міг використовувати місяцехід як транспорт для себе і обладнання. На такому модифікованому місяцеході передбачався запас кисню, роз'єми для шлангів місячного скафандра, місце космонавта з пультом управління спереду апарата у вигляді невеликого майданчика.

## Схема виведення

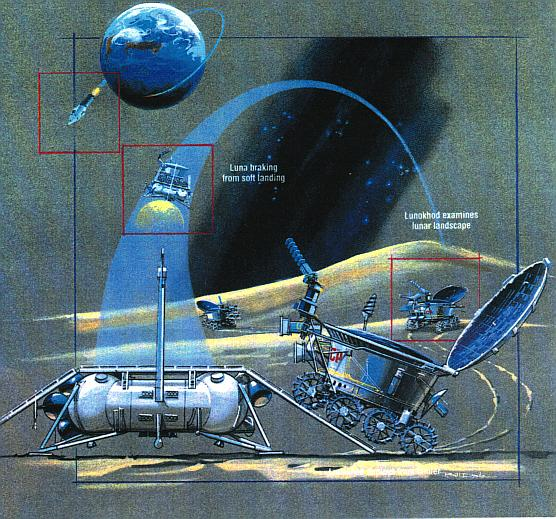

Комплекс Е-8 запускався з космодрому Байконур ракетою 8К82К. На 25 секунді польоту на висоті 500 м закінчувалася вертикальна ділянка траєкторії, починалося відпрацювання програми кута тангажу. На 125-й секунді відокремлювався перший ступінь, на 200-й — скидався головний обтічник, на 375-й сек — відокремлювався другий ступінь. Через 588 секунд після старту вимикався двигун третього ступеня і запускався двигун 11Д58 розгінного блоку 11С824. На 958-й секунді він відключався і апарат Е-8 з блоком Д виходив на кругову навколоземну орбіту висотою 200 км із нахилом 51,6°. Через 35 хвилин після запуску розкривався посадковий пристрій на ступені КТ, запускалися 8 двигунів малої тяги системи стабілізації. В Т+66 сек здійснювалася орієнтація комплексу, запускалися двигуни забезпечення запуску двигуна в невагомості. На 70 секунді польоту двигун 11Д58 блоку Д запускався повторно. Відпрацювавши 400 секунд він збільшував швидкість комплексу до 3170 м/сек і станція лягала на траєкторію польоту до Місяця. Через 12 секунд після вимкнення двигуна 11Д58, блок Д відокремлювався від станції Е-8.
У польоті передбачалося дві корекції. Через 4 доби 7 годин після старту Е-8 за допомогою рушійної установки ступеня КТ виходила на навколомісячну орбіту з висотою 120 км і періодом обертання 2 години. Через добу здійснюватися перша корекція для зниження висоти апоцентру над обраною точкою посадки до висоти 20 км, а ще за добу потому — друга для виправлення площини підходу апарата до точки посадки. На сьому добу вмикався гальмівний двигун. Він знижував швидкість практично до нуля на висоті 2,3 км над поверхнею. До висоти 700 м станція опускалася з вимкненим двигуном. Далі спуск здійснювався з працюючим двигуном до висоти 20 м, а потім основний двигун ступеня КТ вимикався і вмикався двигун малої тяги. На висоті 1-2 метри двигун вимикався і станція здійснювала посадку. Весь спуск від початку гальмування тривав приблизно 6 хвилин. Після посадки розкривались дві пари трапів. Телефотометри передавали панораму місця посадки. Обирався напрямок з'їзду місяцехода і складався подальший маршрут на найближчий час. Гарантійний термін активних пересувань місяцеходу визначався в 3 місяці.
Перша станція серії не змогла виконати заплановану програму: 19 лютого 1969 року о 9 годині 48 хвилин стартувала ракета 8К82К з розгінним блоком 11С824 і апаратом Е-8 № 201. На 51-й секунді польоту ракети зруйнувався головний обтічник. Запуск 19 лютого був першим польотом ракети з цим новим обтічником. У зоні максимального швидкісного напору виникли аеродинамічні вібрації, внаслідок чого сталося руйнування вузлів кріплення стулок обтічника.